# إنريكو وينغارد
إنريكو وينغارد (بالهولندية: Enrico Wijngaarde)‏ (مواليد 11 يناير 1974) حكم كرة قدم سورينامي يقيم في العاصمة باراماريبو . أصبح حكما دوليا معتمدا من الاتحاد الدولي لكرة القدم في سنة 2002 .
تم اختيار للمشاركة في بطولة كأس العالم للشباب تحت 20 سنة 2007 التي استضافتها كندا وأدار مباراتين .

## روابط خارجية
- إنريكو وينغارد على موقع Soccerway.com (الإنجليزية)